# Ральф I (граф Восточной Англии)
Ральф I (Ральф Конюший; англ. Ralph the Staller; др.-англ. Radulf stalre), известный также как Ральф Англичанин (лат. Radulphus Anglicus); ок. 1000/1010 — 1069/1070) — англосаксонский аристократ, граф Восточной Англии с 1067 года; один из немногих представителей англосаксонской знати, сохранивших свои позиции после нормандского завоевания Англии в 1066 году.

## Биография

### Происхождение
Точное происхождение Ральфа неизвестно. Вероятно, он происходил из Бретани. В «Англосаксонской хронике» указывается, что граф Восточной Англии Ральф II (сын Ральфа I) был бретонцем по матери и англичанином по отцу, однако, по мнению историка Катерины Китс-Роэн, это сообщение нельзя воспринимать буквально. Ральф для автора «Англосаксонской хроники» — англичанин, поскольку родился в Англии, в Норфолке. При этом Ариульф из Сен-Рикье называл Ральфа «Radulfus Brito» (то есть Ральф Бретонец). Также упоминаемый в «Книге Страшного суда» Хардуин, второй сын Ральфа I, был вассалом герцога Бретонского.
Катарина Китс-Роэн на основании ономастических данных попыталась восстановить происхождение Ральфа. Имя его отца в источниках не упоминается. При этом имя Ральф (Радульф) в Бретани XI века встречается довольно редко: там чаще использовались имена библейского и бретонского происхождения. Вероятно, отец Ральфа происходил из знатного бретонского рода, представители которого жили в графстве Ренн. Возможно, Ральф получил имя в честь епископа Алета Рауля, деятельность которого относится к периоду 990—1026 годов. По мнению Китс-Роэн, епископ Рауль был дядей Ральфа по отцу. Также в то время упоминается ещё ряд персон, которые могли быть родственниками Ральфа.
У Ральфа известен брат, носивший англосаксонское имя Годвин. На основании данного имени было высказано предположение, что мать Ральфа была англосаксонского происхождения. Возможно, она происходила из рода Этельстана Полукороля, элдормена Восточной Англии. Вероятно, отец Ральфа приехал в Англию в свите Эммы Нормандской, в 1002 году вышедшей замуж за короля Этельреда II. Эмма назначила отца Ральфа своим управляющим в Эксетере, а также, возможно, даровала единственное поместье, которым Ральф владел в Корнуолле. Другие владения, сосредоточенные в Норфолке, Саффолке и Линкольншире, Ральф, вероятно, получил от короля Эдуарда Исповедника, сына Эммы. Владения Ральфа в Англии устанавливаются на основании «Книги Страшного суда», в которой упоминаются также его брат Годвин (умер после 1069) и племянник Алсиге (др.-англ. Ælfgeat), возможно, идентичный Алсиге из Лэндвейда (Кембриджшир), покровителю аббатства Рэмси. При этом если владения в Восточной Англии были наследственными, то владения в Корнуолле и Линкольншире были связаны с должностью Ральфа: его сын их не унаследовал. Годовой доход Ральфа оценивается в 200 фунтов.

### Придворный Эдуарда Исповедника
Вероятно, Ральф родился около 1000/1010 года. Впервые в источниках он упоминается как «Ральф Англичанин» (лат. Radulphus Anglicus) в датированном 1031/1032 годом акте герцога Бретани Алена III. Владения Ральфа в Бретани не упоминаются, однако его сын владел сеньорией, в состав которой входили замки Гоэле и Монфор-сюр-Мё. Учитывая, что замок Монфор имел важное стратегическое значение, располагаясь на главной дороге из Ренна в Каре, вероятно при Ральфе стала формироваться сеньория Монфор-Гоэле.
После 1034 года упоминания Ральфа за пределами Англии отсутствуют. Однако известно, что в последние годы царствования Эдуарда Исповедника Ральф занимал важные посты при английском королевском дворе. Возможно, что он вошёл в круг придворных в 1042 году, но его имя появляется в качестве свидетеля в королевских актах только с 1050 года. При этом он упоминается там как сталлер (конюший), однако это общее название важных членов королевского двора. Точное положение Ральфа в то время неизвестно: в разных актах он упоминается как королевский управляющий, придворный и распорядитель королевского зала.
В 1052 году из-за восстания эрла Годвина Эдуард Исповедник был вынужден изгнать своих нормандских советников, но Ральф сохранил свои земли.

### Граф Восточной Англии
После нормандского завоевания Англии Ральф также сохранил свои положение и владения. Он активно сотрудничал с королём Вильгельмом I Завоевателем, помогая англичанам выкупить их земли у новой администрации, а также контролировал передачу конфискованных владений новым владельцам. Знание Ральфом английского языка сделало его весьма полезным в подобных переговорах. В 1067 году новый английский монарх даровал Ральфу титул графа Восточной Англии, которым до того владел эрл Гирт, брат короля Гаральда II. В качестве графа Ральф упомянут в ряде записей в аббатстве Бери-Сент-Эдмундс.
Последнее свидетельство о Ральфе датируется весной 1068 года, когда вместе с сыном он подписал акт короля Вильгельма I, подтверждавший дарение, сделанное Эдуардом Исповедником 5 января 1066 года аббатству Сен-Рикье в Понтье. Также подпись графа Ральфа стоит на акте, датированном 1069 годом, но неизвестно, был этим графом Ральф I или его сын Ральф II. Вероятнее всего, Ральф I умер в конце 1069 или начале 1070 года. Ему наследовал старший сын Ральф II.
Годвин известен как покровитель аббатств Сен-Рикье в Понтье и Сен-Бент.

### Брак и дети
Имя жены Ральфа неизвестно. Высказывались предположения, что женой Ральфа была Эдгифу Красивая, сестра Годвина, крупного землевладельца в Норфолке. Однако в «Англосаксонской хронике» указывается, что жена Ральфа была бретонкой. Известно о двух сыновьях Ральфа:
- Ральф II (ок. 1030/1040 — 1096/1099), граф Восточной Англии в 1068/1070 — 1075 годах, сеньор Гаэля с 1068/1070 года[3];
- Хардуин из Скаларии (умер после 1068), землевладелец в Саффолке[3].

## Комментарии
1. ↑  В поздних источниках указывается как граф Норфолк и Саффолк[3].
2. ↑  Возможно, это место указано на основании того, что в последние годы жизни Ральф жил в Восточной Англии[1].
3. ↑  В Английском королевстве в англосаксонский период конюших именовали не hors-thegn, а сталлерами (англ. stallere, лат. stabularius, comes stabuli). Название должности, вероятно, восходит к древнескандинавскому stallr, значение которого ближе к современному английскому слову стойло англ. stall. Сталлеров было несколько. Точные функции неизвестны, возможно, что сталлер выполнял функции военного командира[5]. Сталлер занимал среднее положение между шерифом и графом. Иногда термин «сталлер» переводят как констебль[2].
4. ↑  Графы Восточной Англии владели землями, на которых позже возникли графства Норфолк и Саффолк.